# María Goyri
María Amalia Vicenta Goyri, nota come María Goyri, o María Goyri de Menéndez Pidal (Madrid, 29 agosto 1873 – Madrid, 28 novembre 1954), è stata una filologa e critica letteraria spagnola, educatrice e sostenitrice dei diritti delle donne.
È ritenuta una figura autorevole negli studi filologici e pedagogici di fine Ottocento e prima metà del XX secolo. I suoi studi sul romance spagnolo, condotti con il marito Ramón Menéndez Pidal, hanno posto le basi per la ricerca in questo campo.

## Biografia

### Infanzia e giovinezza
María Amalia Vicenta Goyri nacque il 29 agosto 1873 a Madrid, figlia di una donna nubile, Amalia Goyri, di origini basche. Allora le figlie nubili non riconosciute non avevano un secondo cognome. La nonna di Maria, anch'essa nubile, era la sorella di Bartolomé Goyri y Barrenechea, la cui famiglia derivò il nome da un quartiere di Deusto in cui si trovava un convento di cappuccini fondato nel 1699 nella frazione di Goyri Aurrekoetxea.
María trascorse i suoi primi anni ad Algorta, un paesino di mare della provincia di Biscaglia, al nord della Spagna. Trasferitasi a Madrid con la madre, sarta di grande carattere e cultura, ricevette da questa una prima istruzione, comprensiva dell'apprendimento della lingua francese, parlata da Maria fluentemente fin dalla tenera età. Maria frequentò in seguito un'accademia di disegno, dove era l'unica ragazza, e una palestra, essendo cura della madre offrirle una formazione completa, intellettuale e fisica. All'età di dodici anni Maria venne iscritta al corso di commercio presso l'Asociación para la Enseñanza de la Mujer, culla del primo femminismo spagnolo, sede di un progetto educativo d'avanguardia creato nel 1870 dal pedagogo e intellettuale Fernando de Castro Pajares con lo scopo di offrire alle donne spagnole della classe media l'opportunità di accedere a un'istruzione accademica e scientifica. Imparò a leggere in tedesco, italiano, latino e inglese. L'amore dimostrato per le lingue e la grammatica spinse la madre a iscriverla nel 1887 alla Scuola per istitutrici per diventare insegnante. Ebbe tra le altre compagne María Lejárraga.
Nel 1892, dopo aver ottenuto il diploma di insegnante, Maria decise di proseguire con gli studi universitari. Iniziò a frequentare la Facoltà di Filosofia e Lettere come uditrice, chiedendo l'autorizzazione per iscriversi al Ministero della pubblica istruzione, essendo gli atenei a quel tempo di difficile accesso per le donne. L'anno successivo le venne concessa l'iscrizione, ma a condizione che la sua presenza non distraesse gli studenti maschiː non doveva sostare nei corridoi o sedersi in classe con i compagni, ma attendere di entrare accompagnata dal docente e prendere posto su una sedia accanto a quest'ultimo.
Uno dei suoi professori era il più importante accademico dell'epoca, lo studioso e storico spagnolo Marcelino Menéndez Pelayo. Nel 1892, all'età di diciannove anni, Maria partecipò al Congreso Pedagógico Hispano-Lusoamericano, svoltosi presso l'Ateneo di Madrid in occasione del quarto centenario della scoperta dell'America, e prese parola nella quinta sessione che aveva per tema «Concetto e limiti dell'educazione della donna e della sua attitudine professionale», accanto ad oratrici come Concepción Arenal, Berta Wilhelmi, Emilia Pardo Bazán, difendendo il diritto delle donne alla formazione universitaria e al lavoro. A questo congresso dedicò il suo primo articolo, Una Información, pubblicato sulla rivista pedagogica La Escuela Moderna.
Si laureò nel 1896 in filosofia e nel 1909 concluse il suo dottorato di ricerca con una tesi di letteratura comparata sul tema “La difunta pleiteada” (il soggetto studiato fu quello della figlia promessa in sposa dal padre a un uomo ricco, mentre ne ama segretamente un altro, e che muore il giorno delle nozze), titolo di una commedia di Lope de Vega, l'autore che resterà per tutta la vita oggetto dei suoi studi.

### Matrimonio
María incontrò Ramón Menéndez Pidal nel 1896, in occasione di una conferenza svoltasi alla Scuola di Studi Superiori dell'Ateneo di Madrid, alla quale venne invitata dal suo professore Menéndez Pelayo che voleva farle conoscere il suo ex allievo, diventato un rinomato professore universitario, titolare della cattedra di Filologia romanza. Scoprendo che condividevano gli stessi interessi, Maria divenne una sua allieva e poi sua assistente. La coppia si sposò nel 1900 e, approfittando della comune passione per l'escursionismo, scelse di trascorrere la luna di miele percorrendo in treno, a piedi e a dorso di mulo il cammino del Cid, seguendo da nord-ovest a sud-est i luoghi cantati nel poema epico Cantar de Mio Cid.
Ebbero tre figli: Ramón, morto nel 1908 all'età di quattro anni in seguito di un attacco di meningite, Jimena e Gonzalo. Jimena (1901-1990) seguirà le orme della madre, intraprendendo la carriera di insegnante ed educatrice presso l'Instituto-Escuela di Madrid, dove lavorerà come insegnante di sport e di giochi, materie che non esistevano nel resto degli istituti. Sarà fra le prime insegnanti a mettere in relazione «educazione fisica, educazione sociale ed educazione morale», e ad utilizzare il teatro come risorsa educativa. L'altro figlio di Maria, Gonzalo (1911-2008), diventerà uno storico e accademico presso l'Accademia Reale di Storia. Una nipote di Maria, María Teresa León Goyri, figlia della sorella Oliva Goyri, sarà una celebre scrittrice, compagna di Rafael Alberti.
María e Ramón dedicarono la loro vita alla ricerca e allo studio filologico e storico delle ballate spagnole antiche, raccogliendo tutte le testimonianze e le innumerevoli versioni di poemi epici ispanici di tradizione orale, fra cui il Romance de la muerte del Príncipe Don Juan, che Maria pubblicò nel 1904 nel Boletino Hispanico. L'obbiettivo finale, fatto proprio dal Centro de Estudios Históricos fondato da Ramón Menéndez Pidal nel 1910, era quello di pubblicare un romancero ispanico generale - quale sarebbe stato il "Traditional Romancero de las lengua hispánica" (RTLH) che iniziò a materializzarsi nel 1957 - che includesse tutte le versioni dei temi dei poemi lirici di tradizione orale provenienti dal mondo ispanico.
Nel 1927 Ramón Menéndez Pidal fu nominato direttore dell'Accademia di Spagna.

### Insegnamento, impegno sociale ed emancipazionista
Nel 1898 Maria pubblicò i suoi primi articoli nella Revista Popular, curando una rubrica rivolta alle donne intitolata Crónicas femeninas e nel 1899 collaborò al Boletín de la Institución Libre de Enseñanza (BILE), dove, in un numero del 1899, pubblicò un articolo su un convegno che si sarebbe svolto nel mese di giugno di quell'anno, dal titolo “El próximo Congreso feminista”, nel quale svolse una descrizione del femminismo e un breve excursus storico del movimento.
Da poco iscritta all'università, iniziò la sua carriera di insegnante nel 1894 nella scuola primaria dell'Asociación para la Enseñanza de la Mujer (Associazione per l'insegnamento della donna), la scuola che aveva frequentato durante la pubertà, dove insegnò letteratura e predispose i programmi pedagogici di lingua e letteratura spagnola per le ragazze dagli otto ai dieci anni. La collaborazione con l'Enseñanza proseguì fino alla chiusura della scuola, avvenuta durante la guerra civile, con la vittoria del fronte franchista.
Dal 1916 al 1920 Maria Goyri insegnò lettere a livello universitario alla Residencia de Señoritas, fondata nel 1918, ed elaborò un nuovo metodo per l'insegnamento della letteratura spagnola all'Instituto-Escuela de segunda enseñanza, un'istituzione nata a Madrid nel 1918 come esperimento educativo per estendere all'istruzione secondaria i principi pedagogici fondamentali dell'Institución Libre de Enseñanza e della pedagogia europea più avanzata.
Nel 1922, con l'obbiettivo di ̥"educare al gusto attraverso la lettura di opere selezionate della letteraturḁ", scelse i testi base della collana La Biblioteca del Estudiante (1922-1936), diretta da Ramón Menéndez Pidal, costituita da 27 volumi di edizioni originali arricchite da prologo e note e destinata agli studenti dell'Instituto-Escuela, e in seguito usata come fondamentale materiale didattico anche in numerosi altri istituti e scuole statali. Il primo volume della collana fu Fábulas y cuentos en verso (1922), la cui selezione dei testi, prologo e note vennero tutti curati da Maria.
Nei primi anni Trenta l'Instituto-Escuela divenne pioniere della diffusione del romancero in ambito scolastico, studiato nelle classi di letteratura, in forma musicale nei cori scolari o nelle recitazioni teatrali.
Maria Goyri mostrò una forte sensibilità per i problemi sociali che la Spagna del suo tempo viveva. Fu fra i dieci soci fondatori del Protectorado del Niño Delincuente, un'organizzazione filantropica fondata da Alicia Pestana nel 1916 per la tutela e la rieducazione dei ragazzi delinquenti di età inferiore ai 16 anni, e che costituì la premessa per l'istituzione in Spagna del Tribunal Tutelar de Menores e del Centro de Reforma Príncipe de Asturias per i ragazzi delinquenti. Per diversi anni Maria visitò le carceri, svolse riunioni periodiche e seguì l'amministrazione di questo progetto.

### Guerra civile
Allo scoppio della guerra civile María Goyri, Ramón Menéndez Pidal e alcuni loro familiari (la figlia Jimena, il marito Miguel Catalán Sañudo e il figlio Diego Catalán) si trovavano nella casa di campagna a San Rafael, in un'area controllata dai militari insorti contro la Repubblica. I bombardamenti aerei li costrinsero a fuggire a Segovia.
Dopo essere riuscito a mettere al sicuro nel seminterrato dell'Ambasciata del Messico l'archivio storico che comprendeva cinquanta contenitori e scatole di legno e acciaio, il lavoro di quarant'anni di ricerca, Ramón Menéndez Pidal nel gennaio 1937 riparò con Maria e il figlio Gonzalo a Bruxelles, presso l'università che nel 1921 gli aveva conferito il titolo di dottore “honoris causa”. A fine gennaio la famiglia si separòː Ramón Menéndez Pidal si recò per i suoi studi prima a Cuba, poi negli Stati Uniti e infine, nel 1939, a Parigi, mentre Maria rimase a Bruxelles fino al marzo del 1937, per poi fare rientro in Spagna, dove si riunì con la figlia a Segovia. Le possibilità di espatrio negli Stati Uniti per Maria e i familiari, compreso il genero Miguel Catalán, al quale l'università di Princeton aveva offerto un lavoro di ricerca, non erano favorevoli. Il regime franchista aveva da tempo posto sotto sorveglianza l'intera famiglia, invisa al regime. Un rapporto inviato a Burgos al Consiglio di Difesa Nazionale, redatto dall'informatore Enrique Suñer Ordóñez, poi vicepresidente del comitato per l'istruzione e la cultura del primo governo di Franco, così definiva i membri della famiglia Goyri-Menéndez Pidalː
"Ramón Menéndez Pidalː Presidente dell'Accademia delle lingue. Persona di grande cultura, essenzialmente buona, debole di carattere, totalmente dominato dalla moglie. Al servizio del governo di Valencia come propagandista a Cuba."
"Menéndez Pidal, signora diː Persona di grande talento, di grande cultura, di un'energia straordinaria, che ha traviato suo marito e i suoi figli. È molto persuasiva e una delle persone più pericolose in Spagna. È senza dubbio una delle radici più forti della rivoluzione”.
"Jimena Menéndez Pidalː Figlia di cui sopra, con tutte le caratteristiche di sua madre ..."

### Periodo della dittatura franchista
Dopo la guerra le scuole e le istituzioni sostenute dai repubblicani, fra cui la Residencia de Señoritas, la Junta para la Ampliación de Estudios con l'Instituto-Escuela e il Centro de Estudios Históricos, furono chiuse. Agli insegnanti venne proibito di promuovere l'uguaglianza delle donne nell'istruzione e di sostenere l'emancipazione femminile; ad alcuni fu interdetto per alcuni anni l'esercizio della professione.
Ramón Menéndez Pidal fece ritorno in Spagna nel luglio 1939, alla fine della guerra. Dovette rinunciare alla carica di Direttore dell'Accademia di Spagna, che avrebbe riguadagnato nel 1947, e ritornò a poco a poco a dedicarsi alle sue attività professionali. Nel 1940 la figlia di Maria Goyri, Jimena, insieme a un piccolo gruppo di ex insegnanti dell'Instituto Escuela, tra cui Ángeles Gasset e Carmen García del Diestro, fondò la scuola "Estudio" a Madrid. María assunse l'incarico di direttrice e insegnò letteratura fino al 1946.
Dedicò i suoi ultimi anni alla ricerca, alla raccolta e all'archiviazione di diverse versioni di poemi epici della tradizione orale per l'Archivio Romancero, scrisse numerosi articoli pubblicati su varie riviste, dedicati principalmente alla vita e all'opera di Lope de Vega, e terminò i suoi libriː De Lope de Vega y del Romancero (1953) e Los romances de Gazul (1953), uno studio sul romancero negli ultimi decenni del XVI secolo.
Nel luglio 1952, intervistata alla radio per un programma di Carmen Conde intitolato “La infancia de los demás”, Maria parlò della sua infanzia, definendola "felice e senza ombre", e della sua istruzione, ricordando la scuola dell'Asociación para la Enseñanza de la Mujer, cui fece ingresso all'età di 12 anni, come "la casa in cui ho trascorso i momenti più felici della mia vita".

### Morte
Maria Goyri morì il 28 novembre 1954 nella sua nativa Madrid, all'età di 81 anni, e fu sepolta nel Sacramental de San Justo, senza lapide, secondo la sua volontà. Il marito, Ramón Menéndez Pidal, morì 14 anni dopo, nel 1968, all'età di 99 anni.

### L'archivio della Fondazione Menéndez Pidal
La Fondazione Menéndez Pidal, fondata nel 1985 come istituzione privata senza scopo di lucro e situata nella casa di Madrid in cui vissero fino alla loro morte Ramón Menéndez Pidal e Maria Goyri comprende anche l'Archivio pedagogico María Goyri-Jimena Menéndez Pidal, costituito da circa 30.000 documenti - libri, quaderni degli studenti, corrispondenza familiare, materiali di lavoro, scritti e articoli anche inediti - prodotti dalle due donne durante la loro attività pedagogica presso diverse istituzioni educative come l'Institución Libre de Enseñanza, l'Asociación para la Enseñanza de la Mujer, l'Instituto-Escuela, il Colegio "Estudio".
L'Archivio costituisce anche "un contributo agli studi femministi sviluppati da decenni in campo accademico. È una fonte di indagine sulla vita intellettuale, culturale e pedagogica di oltre un secolo di storia."

## Opere
Si indicano di seguito le opere principali di María Goyri. La rassegna bibliografica completa, comprensiva di contributi inediti, è consultabile in un articolo del Boletín de la Institución Libre de Enseñanza (BILE) del 2017, o sul sito web della Fundación Ramón Menéndez Pidal.

### Articoli
- 1893. "Lo que piensan las mujeres de su educación. Una información", in Escuela Moderna, III (1893), n. 23, pp. 82-86
- 1898. Rubrica Crónicas femeninas in Revista Popular, A. I, n. 1, pp. 12-13; n. 2, pp. 23-24; n. 3, pp. 38-40; n. 5, pp. 68-70; n. 7, p. 99.
- 1899. “El próximo Congreso Feminista”, in Boletín de la Institución Libre de Enseñanza, XXIII (1899), n. 470 (31 maggio), pp. 131-133.
- 1904. "Romance de la muerte del Príncipe Don Juan", in Bulletin Hispanique, volume IV, pp. 29-37.
- 1905. “Los Centros de Cultura Femenina”, in Unión Iberoamericana, XIX. (30 abril 1905)
- 1906-1907. "Romances que deben buscarse en la tradición oral", in Revista de Archivos, Bibliotecas y Museos, X (1906), vol. 15, pp. 374-386; XI (1907), vol. 16, pp. 24-36.
- 1915. “Dos notas para el Quijote: Jaboneros; Duelos y quebrantos”, in Revista de Filología Española II, pp. 33-40
- 1925. “Sobre la nota cervantina Yo seguro que…”, in Revista de Filología Española, XII.

### Libri
- 1909. La difunta pleiteada en la literatura española: estudio de literatura comparada, Madrid, Victoriano Suárez
- 1916. La Serrana de la Vera de L. Vélez de Guevara (in collaborazione con Ramón Menéndez Pidal), Madrid, JAE centro de Estudios Históricos
- 1922. Fábulas y cuentos en verso (selezione e note), Madrid, Instituto-Escuela, Junta para ampliación de estudios, 1922
- 1936. Don Juan Manuel y los cuentos medievales (selezione e note), Madrid, Instituto Escuela
- 1953. De Lope de Vega y del Romancero, Zaragoza, Librería General.
- 1953. Los romances de Gazul. El Colegio de México, Harvard University.
- 1957. Romancero tradicional de las lenguas hispánicasː (espanol-portugues-catalan-sefardi), Maria Goyri e Ramon Menendez Pidal, Madrid, Gredos